# Губернатор Ватикана
Губернатор (итал. Governatore) Ватикана — председатель Губернаторства (Governatorato) государства-града Ватикан, иногда его называют мэром Ватикана (что неверно, поскольку Ватикан — миниатюрное государство, а не муниципалитет). Губернатор Ватикана — де-факто глава правительства Ватикана, действующий с полномочиями премьер-министра, управляя Ватиканом от имени его суверена — папы римского.
Нынешний губернатор Ватикана — монахиня Раффаэла Петрини, предыдущими губернаторами (2006—2011, 2011—2021 и 2021—2025 годы) были кардиналы Джованни Лайоло, Джузеппе Бертелло и Фернандо Вергес Альсага, а до Лайолы — кардинал Шока (губернатор в 1997—2006 годах). До назначения кардинала Шоки должность губернатора была вакантной в течение 45 лет, с момента смерти маркиза Камилло Серафини в 1952 году.

## Губернаторы Ватикана
- маркиз Камилло Серафини (1929—1952);
- кардинал Эдмунд Казимир Шока (1997—2006);
- кардинал Джованни Лайоло (2006—2011);
- кардинал Джузеппе Бертелло (2011—2021);
- кардинал Фернандо Вергес Альсага (2021—2025);
- монахиня Раффаэла Петрини (2025—).